# Louis-Henri-Charles de Gauville
Louis Henri Charles de Gauville est un homme politique français né le 13 juillet 1750 à Orléans et décédé le 13 juin 1827 à Châlons-sur-Marne (Marne).
Lieutenant-colonel de cavalerie, il est député de la noblesse aux États généraux de 1789 pour le bailliage de Dourdan. Il refusa de se réunir au tiers état et émigre en 1791. Il rentre en France sous le Consulat et devient receveur des droits réunis sous le Premier Empire puis juge de paix et maire de Saint-Germain-en-Laye. Il est maréchal de camp en 1815.

## Publication
- Journal du baron de Gauville, député de l'ordre de la noblesse aux États généraux : depuis le 4 mars 1789 jusqu'au 1er juillet 1790, Gay, 1864, 82 p. (lire en ligne).

## Sources
- « Louis-Henri-Charles de Gauville », dans Adolphe Robert et Gaston Cougny, Dictionnaire des parlementaires français, Edgar Bourloton, 1889-1891 [détail de l’édition]